# Probabilidade no pôquer
No pôquer, a probabilidade de cada tipo de mão de 5 cartas pode ser encontrada calculando-se a proporção de mãos de um tipo entre todas as mãos possíveis.

## História
A probabilidade e os jogos de apostas são conhecidos desde muito antes da invenção do pôquer. O desenvolvimento da teoria da probabilidade no final dos anos 1400 é atribuída aos jogos de apostas; ao jogar um jogo com apostas altas, os jogadores queriam saber qual seria a chance de ganhar. Em 1494, Fra Luca Paccioli lançou sua obra Summa de arithmetica, geometria, proportioni e proportionalita, que foi o primeiro texto escrito sobre probabilidade. Motivado pelo trabalho de Paccioli, Girolamo Cardano (1501-1576) fez outros desenvolvimentos na teoria da probabilidade. Seu trabalho de 1550, intitulado Liber de Ludo Aleae, discutiu os conceitos de probabilidade e como eles estavam diretamente relacionados aos jogos de apostas. Entretanto, seu trabalho não recebeu nenhum reconhecimento imediato, uma vez que só foi publicado após sua morte.
Blaise Pascal (1623-1662) também contribuiu para a teoria da probabilidade. Seu amigo, Chevalier de Méré, era um ávido apostador com o objetivo de enriquecer com isso. De Méré tentou uma nova abordagem matemática para um jogo de apostas, mas não obteve os resultados desejados. Determinado a saber por que sua estratégia não foi bem-sucedida, ele consultou Pascal. O trabalho de Pascal nesse problema deu início a uma importante correspondência entre ele e seu colega matemático Pierre de Fermat (1601-1665). Comunicando-se por cartas, os dois continuamente trocaram ideias e pensamentos. Essas interações levaram à concepção da teoria básica da probabilidade. Até hoje, muitos apostadores ainda se baseiam nos conceitos básicos da teoria da probabilidade para tomar decisões nos jogos de apostas.

## Frequências

### Mãos de pôquer de 5 cartas
No pôquer direto (straight poker) e no pôquer fechado (five-card draw), não há cartas fechadas e os jogadores recebem simplesmente cinco cartas de um baralho de 52.
O gráfico a seguir enumera a frequência (absoluta) de cada mão, considerando todas as combinações de cinco cartas retiradas aleatoriamente de um baralho completo de 52 cartas sem reposição. No gráfico:
- Mãos distintas é o número de maneiras diferentes de tirar a mão, sem contar os naipes diferentes. Em particular, um conjunto de mãos que empatam entre si é contado exatamente uma vez, e não multiplicado.
- Frequência é o número de maneiras de tirar a mão, incluindo os mesmos valores de cartas em diferentes naipes.
- A probabilidade de tirar uma determinada mão é calculada dividindo-se o número de maneiras de tirar a mão (frequência) pelo número total de mãos de 5 cartas (o espaço amostral; {\textstyle {52 \choose 5}=2.598.960}). Por exemplo, há 4 maneiras diferentes de tirar uma sequência real (uma para cada naipe), portanto, a probabilidade é de ⁠4/2.598.960⁠, ou uma em 649.740. Seria de se esperar que essa mão fosse sorteada uma vez a cada 649.740 sorteios, ou quase 0,000154% das vezes.
- A probabilidade cumulativa refere-se à probabilidade de tirar uma mão tão boa quanto ou melhor do que a especificada. Por exemplo, a probabilidade de tirar uma trinca é de aproximadamente 2,11%, enquanto a probabilidade de tirar uma mão pelo menos tão boa quanto a trinca é de aproximadamente 2,87%. A probabilidade cumulativa é determinada pela soma da probabilidade de uma mão com as probabilidades de todas as mãos acima dela.
- As chances contra são definidas como a relação entre o número de maneiras de não tirar a mão e o número de maneiras de tirá-la. Por exemplo, com uma sequência real, há 4 maneiras de tirar uma e 2.598.956 maneiras de tirar outra coisa, portanto, a probabilidade de não tirar uma sequência real é de 2.598.956 : 4, ou 649.739 : 1. A fórmula para estabelecer as chances também pode ser definida como (1/p) - 1 : 1, em que p é a probabilidade mencionada acima.

Os valores fornecidos para probabilidade, probabilidade cumulativa e chances contra foram arredondados para simplificar; os valores de mãos distintas e frequência são exatos.
A função nCr na maioria das calculadoras científicas pode ser usada para calcular as frequências manuais; ao inserir nCr com 52 e 5, por exemplo, obtém-se {\textstyle {52 \choose 5}=2.598.960} como acima.
| Mão                                                             | Nome em inglês  | Mãos distintas | Frequência | Probabilidade | Probabilidade cumulativa | Chances contra | Expressão matemática da frequência absoluta                                                            |
| --------------------------------------------------------------- | --------------- | -------------- | ---------- | ------------- | ------------------------ | -------------- | --- |
| Sequência Real                                                  | Royal flush     | 1              | 4          | 0,000154%     | 0,000154%                | 649.739 : 1    | {\displaystyle {4 \choose 1}}                                                                          |
| Sequência de mesmo naipe (excluindo sequência real)             | Straight flush  | 9              | 36         | 0,00139%      | 0,00154%                 | 72.192,33 : 1  | {\displaystyle {10 \choose 1}{4 \choose 1}-{4 \choose 1}}                                              |
| Quadra                                                          | Four of a kind  | 156            | 624        | 0,02401%      | 0,0255%                  | 4.164 : 1      | {\displaystyle {13 \choose 1}{4 \choose 4}{12 \choose 1}{4 \choose 1}}                                 |
| Full house                                                      | Full house      | 156            | 3.744      | 0,1441%       | 0,17%                    | 693,17 : 1     | {\displaystyle {13 \choose 1}{4 \choose 3}{12 \choose 1}{4 \choose 2}}                                 |
| Flush (excluindo sequência real e sequência de mesmo naipe)     | Flush           | 1.277          | 5.108      | 0,1965%       | 0,37%                    | 507,80 : 1     | {\displaystyle {13 \choose 5}{4 \choose 1}-{10 \choose 1}{4 \choose 1}}                                |
| Sequência (excluindo sequência real e sequência de mesmo naipe) | Straight        | 10             | 10.200     | 0,3925%       | 0,76%                    | 253,8 : 1      | {\displaystyle {10 \choose 1}{4 \choose 1}^{5}-{10 \choose 1}{4 \choose 1}}                            |
| Trinca                                                          | Three of a kind | 858            | 54.912     | 2,1128%       | 2,87%                    | 46,33 : 1      | {\displaystyle {13 \choose 1}{4 \choose 3}{12 \choose 2}{4 \choose 1}^{2}}                             |
| Dois pares                                                      | Two pair        | 858            | 123.552    | 4,7539%       | 7,63%                    | 20,04 : 1      | {\displaystyle {13 \choose 2}{4 \choose 2}^{2}{11 \choose 1}{4 \choose 1}}                             |
| Um par                                                          | One pair        | 2.860          | 1.098.240  | 42,2569%      | 49,9%                    | 1,37 : 1       | {\displaystyle {13 \choose 1}{4 \choose 2}{12 \choose 3}{4 \choose 1}^{3}}                             |
| Carta alta                                                      | High Card       | 1.277          | 1.302.540  | 50,12%        | 100%                     | 0,995 : 1      | {\displaystyle \left[{13 \choose 5}-{10 \choose 1}\right]\left[{4 \choose 1}^{5}-{4 \choose 1}\right]} |
| Total                                                           |                 | 7.462          | 2.598.960  | 100%          | ---                      | 0 : 1          | {\displaystyle {52 \choose 5}}                                                                         |

A sequência real é um caso de sequência de mesmo naipe. Quando as sequências e sequências de mesmo naipe abaixo de Ás não são contados, as probabilidades de cada um são reduzidas: sequências e sequências de mesmo naipe se tornam 9/10 mais comuns do que seriam. As 4 sequências de mesmo naipe desconsideradas se tornam flushes e as 1.020 sequências se tornam carta alta.
Observe que, como os naipes não têm valor relativo no pôquer, duas mãos podem ser consideradas idênticas se uma mão puder ser transformada na outra por meio da troca de naipes. Por exemplo, a mão 3♣ 7♣ 8♣ Q♠ A♠ é idêntica a 3♦ 7♦ 8♦ Q♥ A♥ porque a substituição de todos os paus da primeira mão por ouros e de todas as espadas por copas, resulta na segunda mão. Assim, eliminando as mãos idênticas que ignoram os valores relativos dos naipes, há apenas 134.459 mãos distintas.
O número de mãos de pôquer distintas é ainda menor. Por exemplo, 3♣ 7♣ 8♣ Q♠ A♠ e 3♦ 7♣ 8♦ Q♥ A♥ não são mãos idênticas quando se ignora apenas a atribuição dos naipes, pois uma mão tem dois naipes, enquanto a outra tem três - essa diferença pode afetar o valor relativo de cada mão quando houver mais cartas por vir. No entanto, mesmo que as mãos não sejam idênticas sob essa perspectiva, elas ainda formam mãos de pôquer equivalentes porque cada mão é uma mão de carta alta A-Q-8-7-3. Há 7.462 mãos distintas.

### Mãos de pôquer de 7 cartas
Em algumas variações populares de pôquer, como o Texas Hold'em, a variante de pôquer mais difundida em geral, o jogador usa a melhor mão de cinco entre sete cartas.
As frequências são calculadas de maneira semelhante à mostrada para as mãos de 5 cartas, exceto pelas complicações adicionais que surgem devido às duas cartas extras na mão de 7 cartas. O número total de mãos distintas de 7 cartas é {\displaystyle {52 \choose 7}}= 133.784.560. É notável que a probabilidade de uma mão sem par é menor do que a probabilidade de uma mão de um par ou de dois pares. A sequência real é um pouco mais frequente (4.324) do que as sequências de mesmo naipe mais baixas (4.140 cada) porque as duas cartas restantes podem ter qualquer valor; uma sequência de mesmo naipe com rei-alto, por exemplo, não pode ter o ás de seu naipe na mão (pois isso a tornaria sequência real).
| Mão                                                             | Frequência  | Probabilidade | Probabilidade cumulativa | Chances contra | Expressão matemática da frequência absoluta |
| --------------------------------------------------------------- | ----------- | ------------- | ------------------------ | -------------- | --- |
| Sequência Real                                                  | 4.324       | 0,0032%       | 0,0032%                  | 30.939 : 1     | {\displaystyle {4 \choose 1}{47 \choose 2}} |
| Sequência de mesmo naipe (excluindo sequência real)             | 37.260      | 0,0279%       | 0,0311%                  | 3.589,6 : 1    | {\displaystyle {9 \choose 1}{4 \choose 1}{46 \choose 2}} |
| Quadra                                                          | 224.848     | 0,168%        | 0,199%                   | 594 : 1        | {\displaystyle {13 \choose 1}{48 \choose 3}} |
| Full house                                                      | 3.473.184   | 2,60%         | 2,80%                    | 37,5 : 1       | {\displaystyle {\begin{aligned}&\left[{13 \choose 2}{4 \choose 3}^{2}{44 \choose 1}\right]\\+&\left[{13 \choose 1}{12 \choose 2}{4 \choose 3}{4 \choose 2}^{2}\right]\\+&\left[{13 \choose 1}{12 \choose 1}{11 \choose 2}{4 \choose 3}{4 \choose 2}{4 \choose 1}^{2}\right]\end{aligned}}} |
| Flush (excluindo sequência real e sequência de mesmo naipe)     | 4.047.644   | 3,03%         | 5,82%                    | 32,1 : 1       | {\displaystyle {\begin{aligned}&\left[{4 \choose 1}\times \left[{13 \choose 7}-217\right]\right]\\+&\left[{4 \choose 1}\times \left[{13 \choose 6}-71\right]\times 39\right]\\+&\left[{4 \choose 1}\times \left[{13 \choose 5}-10\right]\times {39 \choose 2}\right]\end{aligned}}}        |
| Sequência (excluindo sequência real e sequência de mesmo naipe) | 6.180.020   | 4,62%         | 10,4%                    | 20,6 : 1       | {\displaystyle {\begin{aligned}&\left[217\times \left[4^{7}-756-4-84\right]\right]\\+&{}\left[71\times 36\times 990\right]\\+&\left[10\times 5\times 4\times \left[256-3\right]+10\times {5 \choose 2}\times 2268\right]\end{aligned}}}                                                    |
| Trinca                                                          | 6.461.620   | 4,83%         | 15,3%                    | 19,7 : 1       | {\displaystyle \left[{13 \choose 5}-10\right]{5 \choose 1}{4 \choose 1}\left[{4 \choose 1}^{4}-3\right]} |
| Dois pares                                                      | 31.433.400  | 23,5%         | 38,8%                    | 3,26 : 1       | {\displaystyle {\begin{aligned}&\left[1277\times 10\times \left[6\times 62+24\times 63+6\times 64\right]\right]\\+&\left[{13 \choose 3}{4 \choose 2}^{3}{40 \choose 1}\right]\end{aligned}}}                                                                                               |
| Um par                                                          | 58.627.800  | 43,8%         | 82,6%                    | 1,28 : 1       | {\displaystyle \left[{13 \choose 6}-71\right]\times 6\times 6\times 990} |
| Carta alta                                                      | 23.294.460  | 17,4%         | 100%                     | 4,74 : 1       | {\displaystyle 1499\times \left[4^{7}-756-4-84\right]} |
| Total                                                           | 133.784.560 | 100%          | ---                      | 0 : 1          | {\displaystyle {52 \choose 7}} |

Como os naipes não têm valor relativo no pôquer, duas mãos podem ser consideradas idênticas se uma mão puder ser transformada na outra por meio da troca de naipes. Eliminando as mãos idênticas que ignoram os valores relativos dos naipes, resultam em 6.009.159 mãos distintas de 7 cartas.
O número de mãos de pôquer de 5 cartas distintas que são possíveis com 7 cartas é 4.824. Talvez surpreendentemente, esse número é menor do que o número de mãos de pôquer de 5 cartas com 5 cartas, pois algumas mãos de 5 cartas são impossíveis com 7 cartas (por exemplo, 7-alta e 8-alta).

### Mãos de pôquer de 5 cartaslowball
Algumas variantes de pôquer, chamadas de lowball, usam uma mão baixa para determinar a mão vencedora. Na maioria das variantes de lowball, o ás é contado como a carta mais baixa e as sequências e flushes não contam contra uma mão baixa, portanto a mão mais baixa é a mão de cinco cartas A-2-3-4-5, também chamada de wheel (roda). A probabilidade é calculada com base em {\displaystyle {52 \choose 5}} = 2.598.960, o número total de combinações de 5 cartas.
| Mão         | Mãos distintas | Frequência | Probabilidade | Probabilidade cumulativa | Chances contra |
| ----------- | -------------- | ---------- | ------------- | ------------------------ | -------------- |
| 5-alta      | 1              | 1.024      | 0,0394%       | 0,0394%                  | 2.537,05 : 1   |
| 6-alta      | 5              | 5.120      | 0,197%        | 0,236%                   | 506,61 : 1     |
| 7-alta      | 15             | 15.360     | 0,591%        | 0,827%                   | 168,20 : 1     |
| 8-alta      | 35             | 35.840     | 1,38%         | 2,21%                    | 71,52 : 1      |
| 9-alta      | 70             | 71.680     | 2,76%         | 4,96%                    | 35,26 : 1      |
| 10-alta     | 126            | 129.024    | 4,96%         | 9,93%                    | 19,14 : 1      |
| valete-alta | 210            | 215.040    | 8,27%         | 18,2%                    | 11,09 : 1      |
| rainha-alta | 330            | 337.920    | 13,0%         | 31,2%                    | 6,69 : 1       |
| rei-alta    | 495            | 506.880    | 19,5%         | 50,7%                    | 4,13 : 1       |
| Total       | 1.287          | 1.317.888  | 50,7%         | 50,7%                    | 0,97 : 1       |

Como pode ser visto na tabela, pouco mais da metade das vezes um jogador recebe uma mão que não tem pares, trincas ou quadras (50,7%).
Se os ases não forem baixos, basta girar as descrições das mãos de modo que 6-alta substitua 5-alta como a melhor mão e ás-alta substitua rei-alta como a pior mão.
Alguns jogadores não ignoram as sequências e flushes ao calcular a mão mais baixa no lowball. Nesse caso, a mão mais baixa é A-2-3-4-6 com pelo menos dois naipes. As probabilidades são ajustadas na tabela acima de modo que 5-alta não seja listada, 6-alta tenha uma mão distinta e rei-alta tenha 330 mãos distintas, respectivamente. A linha Total também precisaria ser ajustada.

### Mãos de pôquer de 7 cartaslowball
Em algumas variantes de pôquer, o jogador usa a melhor mão baixa de cinco cartas selecionada entre sete cartas. Na maioria das variantes de lowball, o ás é contado como a carta mais baixa e as sequências e flushes não contam contra uma mão baixa, portanto, a mão mais baixa é a mão de cinco cartas altas A-2-3-4-5, também chamada de wheel. A probabilidade é calculada com base em  {\displaystyle {52 \choose 7}} = 133.784.560, o número total de combinações de 7 cartas.
A tabela a seguir não se estende para incluir mãos de cinco cartas com pelo menos um par. Seu Total representa 95,4% das vezes em que um jogador pode selecionar uma mão baixa de 5 cartas sem nenhum par.
| Mão         | Frequência  | Probabilidade | Probabilidade cumulativa | Chances contra |
| ----------- | ----------- | ------------- | ------------------------ | -------------- |
| 5-alta      | 781.824     | 0,584%        | 0,584%                   | 170,12 : 1     |
| 6-alta      | 3.151.360   | 2,36%         | 2,94%                    | 41,45 : 1      |
| 7-alta      | 7.426.560   | 5,55%         | 8,49%                    | 17,01 : 1      |
| 8-alta      | 13.171.200  | 9,85%         | 18,3%                    | 9,16 : 1       |
| 9-alta      | 19.174.400  | 14,3%         | 32,7%                    | 5,98 : 1       |
| 10-alta     | 23.675.904  | 17,7%         | 50,4%                    | 4,65 : 1       |
| valete-alta | 24.837.120  | 18,6%         | 68,9%                    | 4,39 : 1       |
| rainha-alta | 21.457.920  | 16,0%         | 85,0%                    | 5,23 : 1       |
| rei-alta    | 13.939.200  | 10,4%         | 95,4%                    | 8,60 : 1       |
| Total       | 127.615.488 | 95,4%         | 95,4%                    | 0,05 : 1       |

Se os ases não forem baixos, basta girar as descrições das mãos de modo que 6-alta substitua 5-alta como a melhor mão e ás-alta substitua rei-alta como a pior mão.
Alguns jogadores não ignoram as sequências e flushes ao calcular a mão mais baixa no lowball. Nesse caso, a mão mais baixa é A-2-3-4-6 com pelo menos dois naipes. As probabilidades devem ser ajustadas na tabela acima de modo que 5-alta não seja listada, 6-alta tenha 781.824 mãos distintas e rei-alta 21.457.920 mãos distintas, respectivamente. A linha Total também precisaria ser ajustada.